# Anopheles trinkae
Anopheles trinkae este o specie de țânțari din genul Anopheles, descrisă de Faran în anul 1979.
Este endemică în Ecuador. Conform Catalogue of Life specia Anopheles trinkae nu are subspecii cunoscute.